# Mine d'uranium de Dera Ghazi
La mine d'uranium de Dera Ghazi est située à proximité de Dera Ghazi Khan, dans la province du Pendjab au Pakistan, à 475 km au sud-ouest d'Islamabad. Il s'agit d'une des deux de ce type dans ce pays.
À côté de la mine a été construite une usine de production d'uranium-métal nécessaire à la conception de l'arsenal nucléaire du Pakistan et le complexe de Dera Ghazi Khan qui est le plus grand centre pakistanais de production de matière fissile.
Le 6 février 2008, le Conseil national économique pakistanais approuve le projet de mine d'uranium Taunsa 2, Dera Ghazi Khan pour un montant de 2,386 milliards de roupies pakistanaises (soit 38,18 millions de dollars américains de l'époque).
En juin 2010, le gouvernement pakistanais attribue 156 millions de roupies pakistanaises (soit 1,77 million de dollars américains à l'époque) pour l'exploration détaillée d'uranium à Dera Ghazi Khan.